# Program za upravljanje datotekama
Program za upravljanje datotekama je računalni program koji ima korisničko sučelje namijenjeno radu s datotečnim sustavima.
Najčešće operacije koje se izvode na datotekama ili skupinama datoteka su: kreiraj, otvori, uredi, vidi, ispiši, prikazivanje video ili izvođenje zvučnih datoteka, preimenuj, kopiraj, izbriši, traži, izmijeni atribute, svojstva ili dopuštenja. Datoteke se obično prikaže u hijerarhiji. Neki programi sadrže osobine koje se može naći u internetskim preglednicima, kao što su navigacijski gumbovi za naprijed i nazad.
Neki programi daju mogućnost mrežne spojivosti preko komunikacijskih protokola, kao što su FTP, NFS, SMB ili WebDAV. Ovo s postiže dopuštanjem korisniku pretraživati datotečni poslužitelj (spajajući i pristupajući poslužiteljevom datotečnom sustavu kao lokalni datotečni sustav) ili mu davajući njegovu punu klijentsku implementaciju za protokole datotečnih poslužitelja.